# پیر (سرباز)
روستای پیر (سرباز) روستایی در شهرستان سرباز در استان سیستان و بلوچستان در بخش نسکند قرار دارد. این روستا در ۱۰ کیلومتری شمال بخش نسکند  واقع شده است، و همچنین بزرگترین و پرجمعیت ترین روستای بخش نسکند است.
از جاذبه های دیدنی روستا: کوه گت، تنک آپ‌، چوبرین، گویندر‌، نخلستان روستای پیر و... نام برد.

## جمعیت
این روستا در بخش نسکند قرار دارد و براساس سرشماری مرکز آمار ایران در سال ۱۳۹۵، جمعیت آن  ۲۱۰۰ نفر (۵۷۰ خانوار) بوده‌است.